# Ustym Karmaljuk

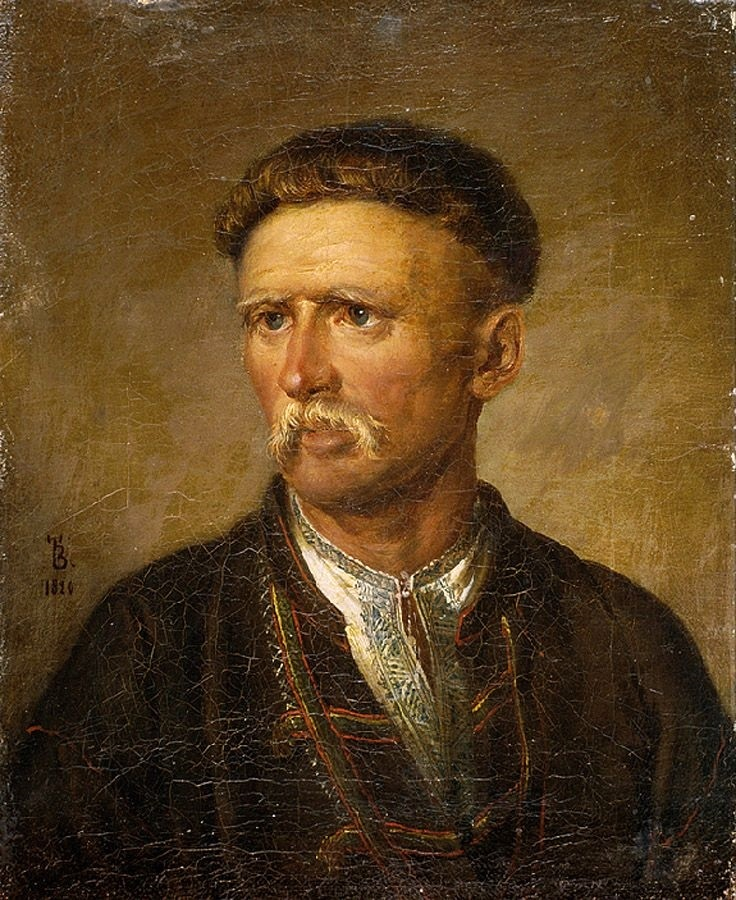
Ustym Karmaljuk; von Wassili Tropinin, 1820er Jahre, Tretjakow-Galerie, Moskau

Ustym Jakymowytsch Karmaljuk (ukrainisch Устим Якимович Кармалюк, russisch Устим Якимович Кармелюк Ustim Jakimowitsch Karmeljuk; * 27. Februarjul. / 10. März 1787greg. in Holowtschynzi, Woiwodschaft Podolien, Polen-Litauen; † 10. Oktoberjul. / 22. Oktober 1835greg. in Schljachowi Korytschynzi, Gouvernement Podolien, Russisches Kaiserreich) war zwischen 1813 und 1835 ein Führer der Bauernbewegung in Podolien. Er gilt als ukrainischer Volksheld und der „letzte Haidamake“.

## Leben
Ustym Karmaljuk kam als Sohn armer Leibeigener im Dorf Holowtschynzi (Головчинці), dem heutigen Karmaljukowe (Кармалюкове) im ukrainischen Rajon Schmerynka der Oblast Winnyzja zur Welt.
Nachdem Karmaljuk wegen eines geringen Vergehens von seinem Gutsbesitzer namens Pyhlowskij mit Peitschenhieben bestraft und 1812 als Rekrut der Russischen Armee für 25 Jahre zum 4. Ulanen-Regiment geschickt worden war, entwich er einige Monate später gemeinsam mit seinem Schwager aus der Kaserne in Kamjanez-Podilskyj und floh nach Podolien.
Nach seiner Flucht organisierte er eine kleine Bauernschar, mit der er Herrensitze und Höfe reicher Bauern überfiel, angefangen beim Gutshof und der Brennerei seines Gutsherren Pyhlowskij und den Gütern seiner Nachbarn. Die russischen Behörden reagierten mit einer mehrmonatigen Verfolgung der „Rebellen“ durch russische Truppen, bis er 1813 ergriffen und zu 50 Spießrutenschlägen verurteilt wurde. Anschließend wurde er mit einem Militärkommando zu einem Strafbataillon auf die Krim geschickt, konnte jedoch auf dem Weg dorthin mit vier weiteren Soldaten fliehen und seinen Kampf gegen die Gutsbesitzer fortsetzen.
Der Karmaljuk-Aufstand erfasste 1814 ganz Podolien – Lityn, Letytschiw, Olhopil, sowie weitere Gebiete in den heutigen Regionen Chmelnyzkyj und Winnyzja. Nun brauchten die Behörden drei Jahre, um ihn 1817 erneut zu fassen. Ein gefälltes Todesurteil durch ein zaristisches Gericht wurde im letzten Moment in 25 Peitschenhiebe und zehnjährige Zwangsarbeit in Sibirien gewandelt. Wieder konnte er fliehen, nach Podolien zurückkehren und den Kampf an der Spitze einer Bauernschar fortsetzen. Im Sommer 1827 wurde Karmaljuk abermals verhaftet. Mit ihm standen 750 Bauern vor Gericht, von denen 300 ausgepeitscht, nach Sibirien verbannt und 180 zum Militär rekrutiert wurden. Eine weitere Flucht (die siebte insgesamt) gelang ihm aus der sibirischen Zwangsarbeit 1830, und wiederum kehrte er in seine Heimat zurück und übernahm die Führung im Kampf gegen die Gutsbesitzer.

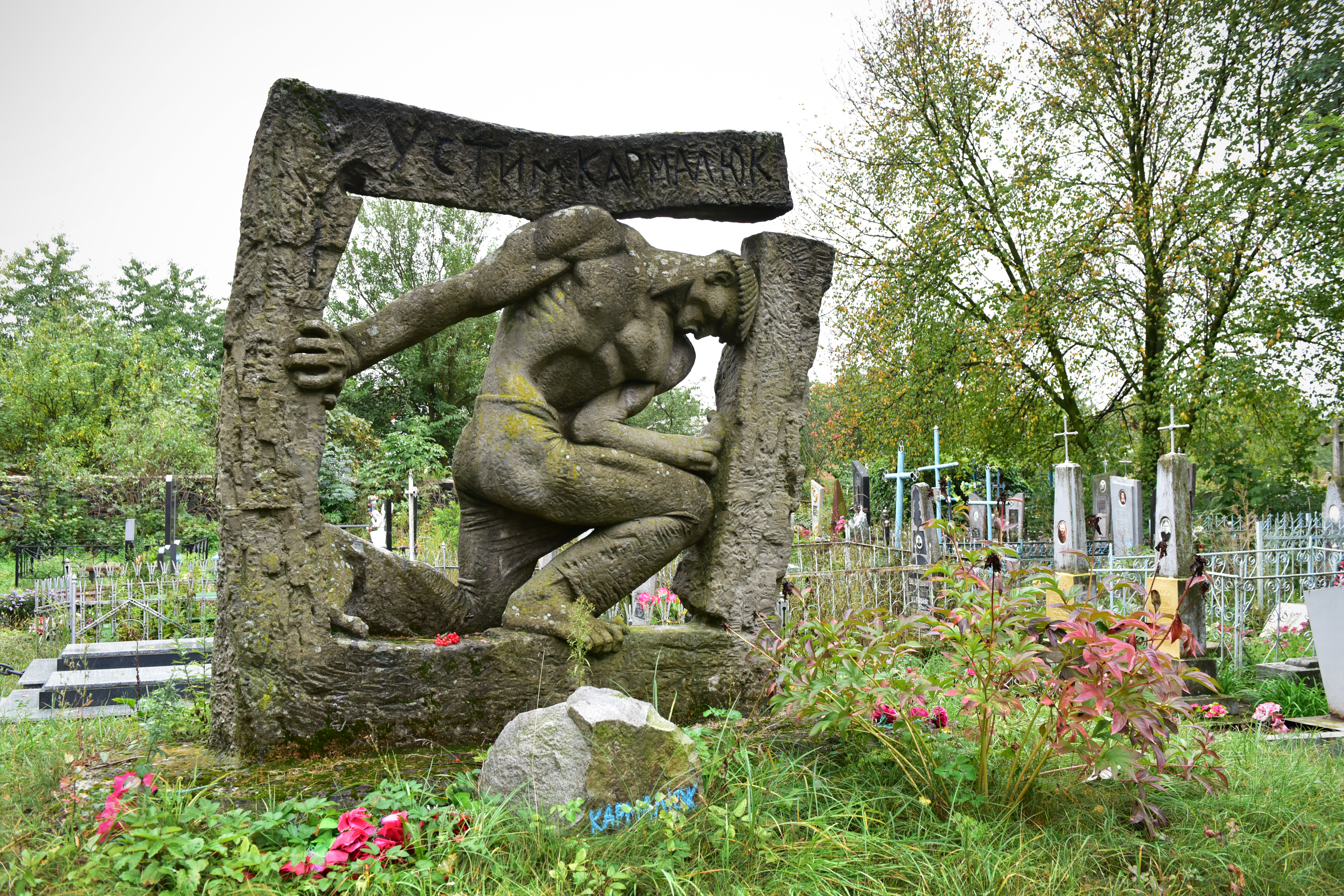
Karmaljuks Grab

Da Karmaljuk unter den Bauern außerordentliche Autorität genoss und daher in jeder Hütte Schutz und Obdach fand, wurde er für die Behörden unauffindbar und konnte so insgesamt bis zu 1200 Angriffe auf die Grundbesitzer unternehmen.
In der Nacht des 10. Oktoberjul. / 22. Oktober 1835greg. wurde er schließlich während einer Razzia im Dorf Schljachowi Korytschynzi (Шляхові Коричинці) dem heutigen Woloske (Волоське) im Rajon Chmelnyzkyj der Oblast Chmelnyzkyj, die die Gutsbesitzer auf ihn veranstaltet hatten, erschossen.
Sein Leichnam wurde anschließend, zur Einschüchterung der Bauern, mehrere Tage in den Dörfern der Umgebung vorgeführt und schließlich in Letytschiw hinter dem Zaun des Stadtfriedhofs beigesetzt. Seinem Mörder wurde bei einer Audienz in Sankt Petersburg von Kaiser Nikolaus I. persönlich ein Diamantring überreicht. Eine eingesetzte Regierungskommission verhörte nach Karmaljuks Tod 2700 Menschen und kam zu der Feststellung, dass er mehr als 20.000 Menschen für den Kampf gewinnen konnte. Neben Bauern beteiligten sich an der Bewegung auch geflüchtete Soldaten und arme Stadtbewohner sowohl ukrainischer als auch jüdischer und polnischer Herkunft.
Karmaljuk war, nach Angaben ihm persönlich Bekannter, nicht sehr groß, jedoch breitschultrig, ungewöhnlich stark und klug. Er war gebildet und sprach, neben Ukrainisch, sehr gut Russisch, Polnisch und Jiddisch. Karmaljuk war gegen Räubertum und verteilte das von den Gutsherren erbeutete Geld an die arme Landbevölkerung.

## Nachwirkung
Sein Widerstand gegen die Unterdrückung wurde in vielen ukrainischen Volksliedern (Za Sybirom sontse skhodyt) besungen, in der Literatur (unter anderem von Marko Wowtschok, Mychajlo Staryzkyj, Ljudmyla Staryzka-Tschernjachiwska, Stepan Wassyltschenko, Iwan Dratsch, Wassyl Kutscher) und Musik (u. a. durch Walentyn Kostenko und Kyrylo Stezenko) sowie in Filmen verewigt. Auf seinem Grab befindet sich heute ein Denkmal für ihn.
In der Ukraine wurden zahlreiche Straßen, unter anderem in Kiew, sowie die Dörfer Karmaljukowe in der Oblast Winnyzja und Karmaljukiwka in der Oblast Odessa nach ihm benannt.
Taras Schewtschenko bezeichnete ihn als „glorreichen Ritter“ und Maxim Gorki meinte, „Sein Name sei für immer von Ruhm gepriesen“ und nannte ihn den „ukrainischen Robin Hood“. In Letytschiw wurde ihm zu Ehren ein Denkmal errichtet.

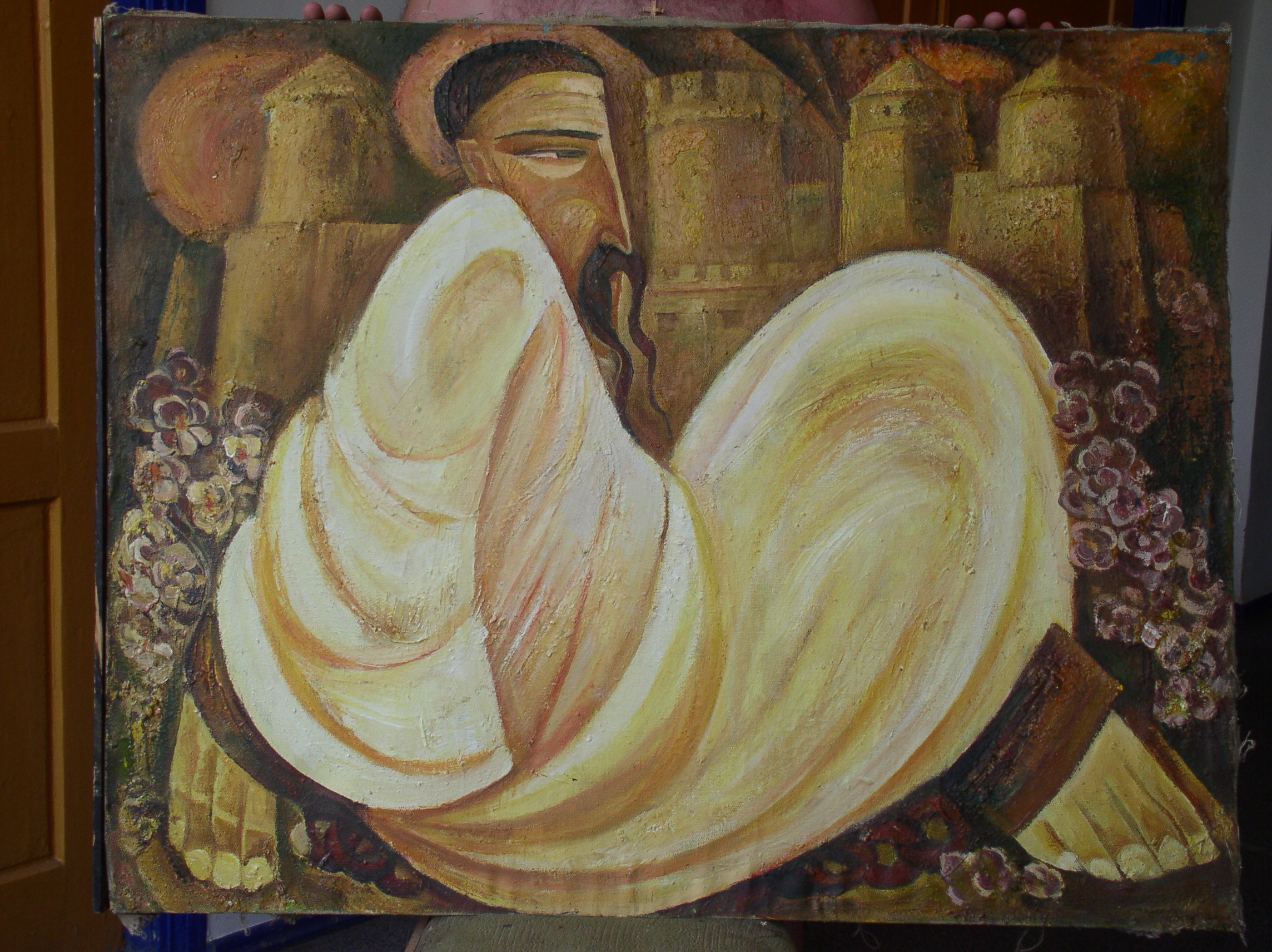
„Ustym Karmaljuk, der podolische Robin Hood“; Mychajlo Tschornyj, 1989